# Hajnović
Hajnović (Hainovich, Hajnovics), plemićka obitelj.
Kralj Leopold I u Beču 3. rujna 1661 dodjeljuje grbovnicu Martinu Hajnoviću i njegovoj djeci - Ivanu, Jurju i Katarini. Također, po istoj grbovnici i braća Martina Hajnovića - Ivan, Andrija i Toma, te bratić Šimon Hajnović.
Grbovnica Martina Hajnovića i njegove braće je objavljena u Hrvatskom saboru 27. veljače 1662. godine.
Novu grbovnicu dodjeljuje kralj Franjo u Beču 5. lipnja 1801. godine za Ivana Hajnovića iz Srijemske županije.